# 밀라 쿠니스
밀라 쿠니스(Mila Kunis, Мілена Марківна Куніс, 1983년 8월 14일 ~ )는 미국의 배우이다. 7세 때인 1991년에, 소비에트령 우크라이나에서 미국으로 가족들과 함께 이주했다. 방과후 활동으로 연기 수업을 듣기 시작했던, 밀라 쿠니스는 곧 에이전트에게 발굴된다. 14세 때 첫 중요한 역할을 획득한, TV 드라마 《요절복통 70쇼》 (1998–2006)의 재키 부카르트를 연기하기 이전에, 몇 차례 TV 드라마와 광고에 출연했다. 1999년 이래로 텔레비전 애니메이션 《패밀리 가이》에서 멕 그리핀 역을 맡고 있다.
밀라 쿠니스는 2008년 로맨틱 코미디 영화 《포겟팅 사라 마셜》에서 레이철 역할을 연기하며, 주목을 받았다. 심리 스릴러 영화 《블랙 스완》에서 연기로 비평적 극찬과 갈채를 받았고, 마르첼로 마스트로야니상에서 신인 배우상을 수상하고 미국 배우 조합상(SAGs)과 골든 글로브상에서 여우조연상 후보에 지명되기도 했다. 그외 주요 출연작들에는 네오누아르 액션 영화 《맥스 페인》 (2008), 포스트 아포칼립스 액션 영화 《일라이》 (2010), 로맨틱 코미디 영화 《프렌즈 위드 베네핏》 (2011), 코미디 영화 《19곰 테드》 (2012), 판타지 영화 《오즈 그레이트 앤드 파워풀》 (2013), 코미디 영화 《배드 맘스》 (2016) 등이 있다.

## 출연 작품

### 영화
- 지아 (Gia) (1998년) ... 11세 시절의 지아 커랜지 역
- 토니와 티나의 결혼 (Tony 'n' Tina's Wedding) (2004년) ... 티나 역
- 무빙 매캘리스터 (Moving McAllister) (2007년) ... 미셸 역
- 애프터 섹스 (After Sex) (2007년) ... 니키 역
- 사랑이 어떻게 변하니? (Forgetting Sarah Marshall) (2008년) ... 레이첼 역
- 부트 캠프 (Boot Camp) (2008년) ... 소피 역
- 맥스 페인 (Max Payne) (2008년) .. 모나 색스 역
- 엑스트랙트 (Extract) (2009년) ... 신디 역
- 일라이 (The Book of Eli) (2010년) ... 솔라라 역
- 브로큰 데이트 (Broken Date) (2010년) ... "휘핏" 트리플혼 역
- 블랙 스완 (Black Swan) (2010년) ... 릴리 / 흑조 역
- 프렌즈 위드 베네핏 (Friends with benefits) (2011년) ... 제이미 역
- 19곰 테드 (Ted) (2012년) ... 로리 콜린스 역
- 오즈 그레이트 앤드 파워풀 (Oz the Great and Powerful) (2013년) ... 시오도라 / 서쪽마녀 역
- 블러드타이즈 (Blood Ties) (2013년) ... 나탈리 역
- 써드 퍼슨 (Third Person) (2013년) ... 줄리아 역
- 앵그리스트 맨 (The Angriest Man in Brooklyn) (2014년) ... 새런 길 (닥터) 역
- 주피터 어센딩 (Jupiter Ascending) (2015년) ... 주피터 역
- 배드 맘스 (Bad Moms) (2016년) ... 에이미 역
- 나를 차버린 스파이 (The Spy Who Dumped Me) (2018년) ... 오드리 스톡먼 역
- 원더랜드 (Wonder Park) (2019년) ... 그레타 역 (목소리)
- 럭키스트 걸 얼라이브 (Wonder Park) (2022년) ... 애니 역 (제작)
- 나이브스 아웃: 웨이크 업 데드 맨 (Wake Up Dead Man: A Knives Out Mystery) (2025년)

### 텔레비전
- 패밀리 가이 (Family Guy) (1999년 – ) ... 멕 그리핀 역
- 요절복통 70쇼 (That '70s Show) (1998년 – 2006년) ... 재키 버크하트 역